# Ravenel (Karolina Południowa)
Ravenel – miasto w Stanach Zjednoczonych, w stanie Karolina Południowa, w hrabstwie Charleston.